# Rik Taam
Rik Taam, né le 17 janvier 1997, est un athlète néerlandais spécialiste des épreuves combinées.

## Biographie
Rik Taam termine 4e de l'heptathlon des Championnats d'Europe d'athlétisme en salle 2021, portant don record personnel à 6 111 pts et échouant à 22 pts seulement de la médaille de bronze.
Auteur d'un record personnel à 8 326 pts lors du meeting de Ratingen 2023, il se classe 13e du décathlon des championnats du monde 2023 à Budapest.

## Palmarès
| Date | Compétition                    | Lieu     | Résultat | Épreuve    | Marque    |
| ---- | ------------------------------ | -------- | -------- | ---------- | --------- |
| 2021 | Championnats d'Europe en salle | Toruń    | 4e       | Heptathlon | 6 111 pts |
| 2023 | Championnats du monde          | Budapest | 13e      | Décathlon  | 8 098 pts |
| 2024 | Jeux olympiques                | Paris    | 16e      | Décathlon  | 8 046 pts |

## Records
| Épreuve    | Points    | Lieu     | Date         |
| ---------- | --------- | -------- | ------------ |
| Décathlon  | 8 326 pts | Ratingen | 18 juin 2023 |
| Heptathlon | 6 111 pts | Toruń    | 7 mars 2021  |